# Peach Orchard
Peach Orchard é uma cidade  localizada no estado americano de Arkansas, no Condado de Clay.

## Demografia
Segundo o censo americano de 2000, a sua população era de 195 habitantes.
Em 2006, foi estimada uma população de 183, um decréscimo de 12 (-6.2%).

## Geografia
De acordo com o United States Census Bureau, a localidade tem uma área de 2,6 km², sem área coberta por água. Peach Orchard localiza-se a aproximadamente 87 m acima do nível do mar.

## Localidades na vizinhança
O diagrama seguinte representa as localidades num raio de 16 km ao redor de Peach Orchard.